# Дървесна лястовица
Дървесна лястовица (Tachycineta bicolor) е вид птица от семейство Лястовицови (Hirundinidae). Видът е незастрашен от изчезване.

## Разпространение
Разпространен е в Бахамски острови, Белиз, Канада, Кайманови острови, Колумбия, Коста Рика, Куба, Доминиканска република, Френска Гвиана, Гваделупа, Гватемала, Гвиана, Хаити, Хондурас, Ямайка, Мексико, Никарагуа, Панама, Пуерто Рико, Сен Пиер и Микелон, Търкс и Кайкос, САЩ, Венецуела и Вирджински острови.